# Balilihan
Balilihan is een gemeente in de Filipijnse provincie Bohol op het gelijknamige eiland. Bij de census van 2015 telde de gemeente bijna 18 duizend inwoners.

## Geografie

### Bestuurlijke indeling
Balilihan is onderverdeeld in de volgende 31 barangays:
| - Baucan Norte - Baucan Sur - Boctol - Boyog Norte - Boyog Proper - Boyog Sur - Cabad - Candasig - Cantalid - Cantomimbo - Cogon | - Datag Norte - Datag Sur - Del Carmen Este - Del Carmen Norte - Del Carmen Weste - Del Carmen Sur - Del Rosario - Dorol - Haguilanan Grande - Hanopol Este | - Hanopol Norte - Hanopol Weste - Magsija - Maslog - Sagasa - Sal-ing - San Isidro - San Roque - Santo Niño - Tagustusan |

## Demografie
Balilihan had bij de census van 2015 een inwoneraantal van 17.903 mensen. Dit waren 756 mensen (4,4%) meer dan bij de vorige census van 2010. Ten opzichte van de census van 2000 was het aantal inwoners gegroeid met 1.066 mensen (6,3%). De gemiddelde jaarlijkse groei in die periode kwam daarmee uit op 0,40%, hetgeen lager was dan het landelijk jaarlijks gemiddelde over deze periode (1,84%).

De bevolkingsdichtheid van Balilihan was ten tijde van de laatste census, met 17.903 inwoners op 127,27 km², 140,7 mensen per km².